# 호즈키 안
호즈키 안(일본어: 鳳月 杏 ほうづき あん[*], 6월 20일 - )은 다카라즈카 가극단 츠키구미 소속 남역이다. 츠키구미 니반테 스타이다.
지바현 후나바시시, 코노다이죠시가쿠인 중학교 출신이다. 키 172cm, 혈액형 A형, 애칭은 "치나츠", "테네"이다.

## 약력
2004년, 다카라즈카 음악학교에 입학하였다.
2006년, 다카라즈카 가극단 92기생으로 입단. 입단 당시 성적은 26번. 소라구미 공연 「NEVER SAY GOODBYE」로 츠키노 히메카(月野 姫花)로써 초무대. 그 후, 츠키구미에 배속되었다.
2013년, 「베르사이유의 장미」로 안드레 역으로 신인공연 첫 주연. 신인공연 최종학년이자 마지막 찬스인 입단 7년차에 발탁이었다.
2014년 12월 28일자로 하나구미로 조이동하였다.
2015년, 「스타댐」으로 바우홀 공연 첫 주연을 맡았다.
2019년 4월 29일자로 다시 한번 친정인 츠키구미로 조이동되었다.
2020년, 「데지마 소우주 전쟁」 (드라마시티/도쿄건물 Brillia HALL 공연)으로, 츠키구미 산반테로서 동상공연 첫 주연을 맡았다.
2021년, 츠키시로 카나토ㆍ우미노 미츠키 톱콤비 대극장 오히로메 공연 「강 안개의 다리(川霧の橋)／Dream Chaser」 (하카타좌 공연)부터 신생 츠키구미 니반테로 승격되었다.
2022년, 「ELPIDIO」 (KAAT카나가와예술극장/드라마시티 공연)으로 2번째 동상공연 주연을 맡았다.

## 인물
3살 때부터 클래식 발레를 배워, 초등학교 때는 수업이 끝나면 발레 레슨을 받으러 다녔다. 집에서는 다카라즈카 무대 영상을 보기도 했지만, 설마 자신이 들어갈 거라고는 생각하지도 않았다.
중학교 2학년 때, 키가 자라기 시작해 장래를 생각할 때, 막연하게 다카라즈카가 떠올랐다. 다카라즈카 공연을 보려고 마음먹고 티켓을 사서 혼자서 하나구미 도쿄 공연을 관람했다. 첫 관람이었지만, 왠지 처음 본 것 같지 않아, 그냥 음악학교 수험을 결심했다.

## 출연이벤트
- 2007년 1월, 『清く正しく美しく』
- 2008년 3월, 『ME AND MY GIRL』 전야제
- 2012년 4 - 5월, 아스미 리오 디너쇼 『Z-LIVE』
- 2014년 12월, 다카라즈카 스페셜 2014『Thank you for 100 years』
- 2016년 4월, 『ME AND MY GIRL』 전야제
- 2016년 12월, 다카라즈카 스페셜 2016『Music Succession to Next』
- 2017년 12월, 다카라즈카 스페셜 2017『쥬템므 레뷰 -몽 파리 탄생 90주년 -』
- 2018년 12월, 다카라즈카 스페셜 2018『Say! Hey! Show Up!!』
- 2019년 3월, 센나 아야세 뮤직 살롱 『Sen-se』
- 2019년 5월, 호즈키 안 디너쇼 『NEXT ONE』 주연

## TV출연
- 2014년 12월, 후지테레비 『2014 FNS가요제』

## 수상이력
- 2019년, 『다카라즈카 가극단 연도상』 - 2018년도 노력상
- 2022년, 『다카라즈카 가극단 연도상』 - 2021년도 노력상